# Heliconius cretacea
Heliconius cretacea är en fjärilsart som beskrevs av Heinrich Neustetter 1916. Heliconius cretacea ingår i släktet Heliconius och familjen praktfjärilar. Inga underarter finns listade i Catalogue of Life.